# Острамондра
Острамондра (нем. Ostramondra) — община в Германии, в земле Тюрингия.
Входит в состав района Зёммерда. Подчиняется управлению Кёлледа. Население составляет 581 человек (на 31 декабря 2010 года). Занимает площадь 18,37 км².